# 向百慕大致敬
《向百慕大致敬》（英語：Hail to Bermuda），又称《这座岛是我的》（This Island's Mine），是百慕大的地区颂歌，由贝蒂·约翰斯于1984年创作。这首颂歌常在多个英国海外领土共同参与的赛事中使用，例如2011年岛屿运动会。
由于百慕大是英国海外领地，其正式国歌仍为《天佑国王》。